# 郵差包

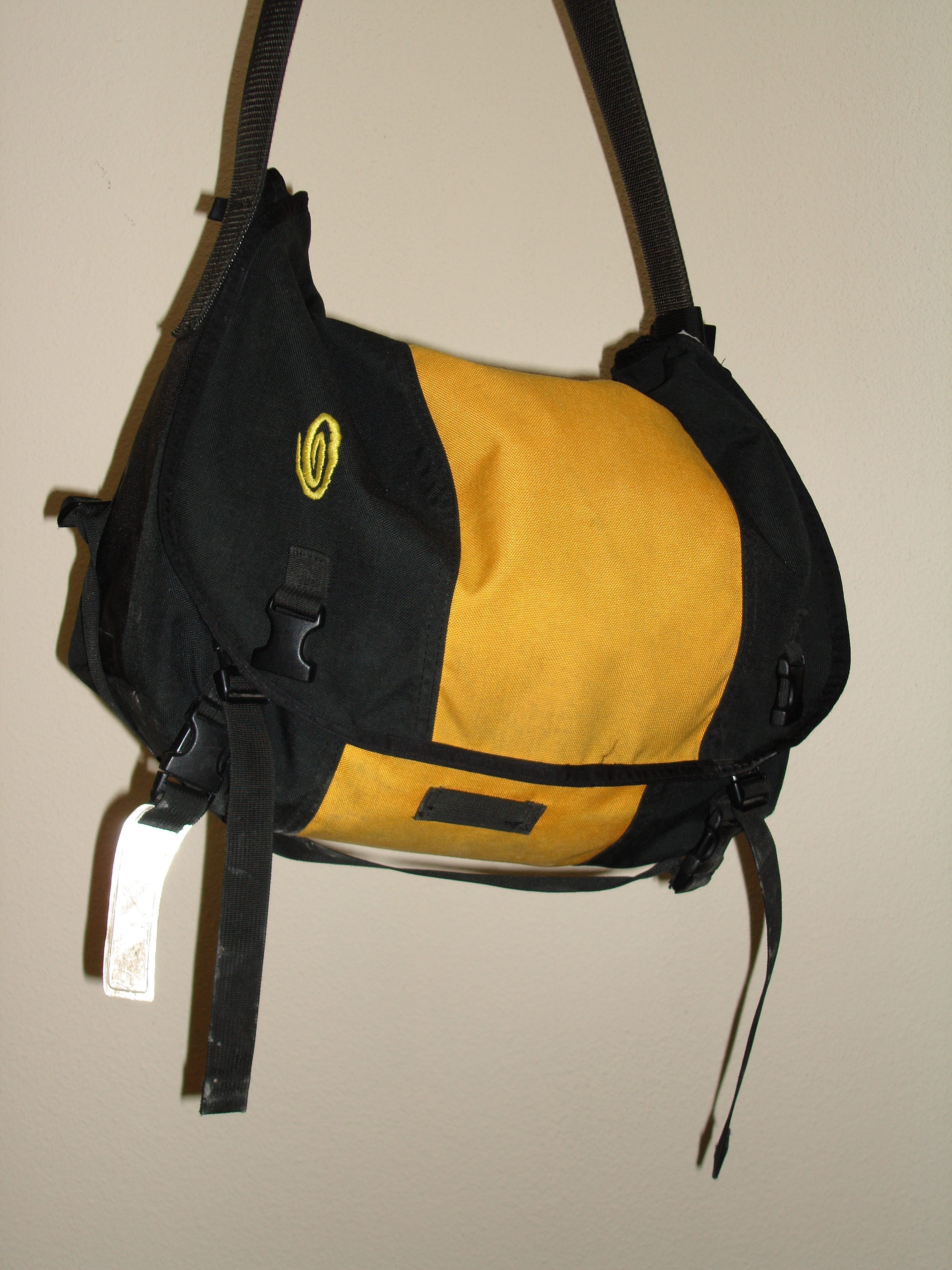
郵差包

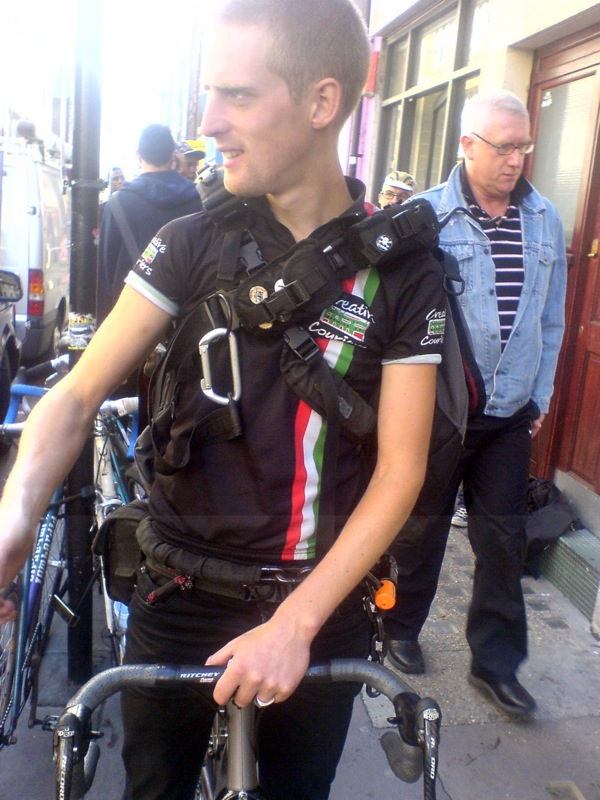
倫敦自行車手的郵差包

郵差包（ 英文：Messenger bag或Courier bag），又稱帆布包或斜背包，是一種背包款式，其背帶自一肩橫跨胸前、連接到另一側的下背部。它最早流行於騎乘自行車的信差和送貨人員，後來衍生成為一種都會次文化。